# Gavilea venosa
Gavilea venosa là một loài thực vật có hoa trong họ Lan. Loài này được (Lam.) Garay & Ormerod mô tả khoa học đầu tiên năm 2002.

## Hình ảnh

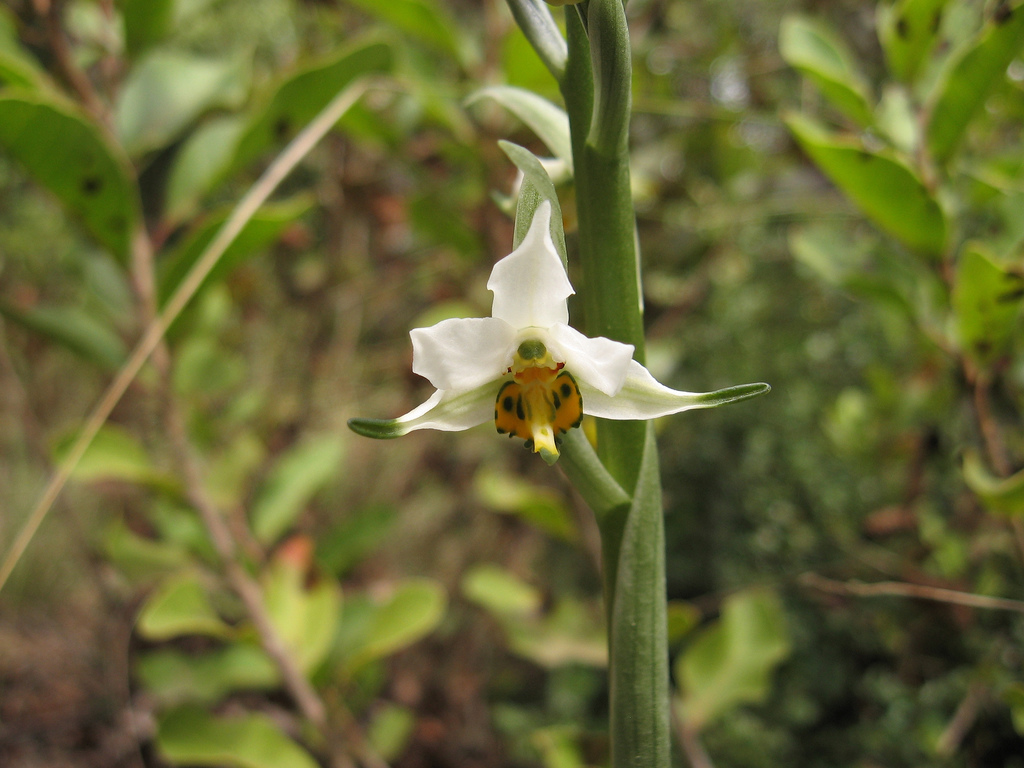
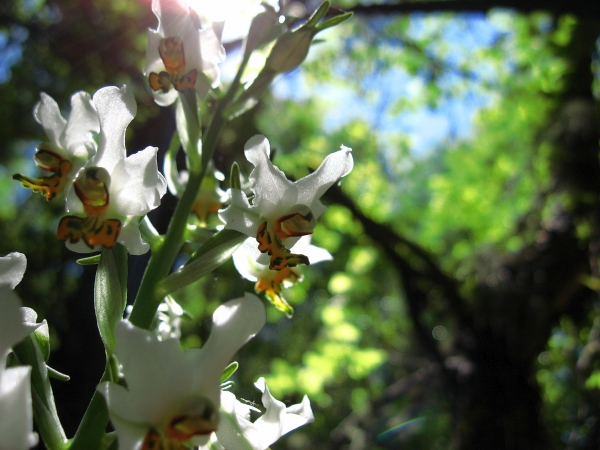
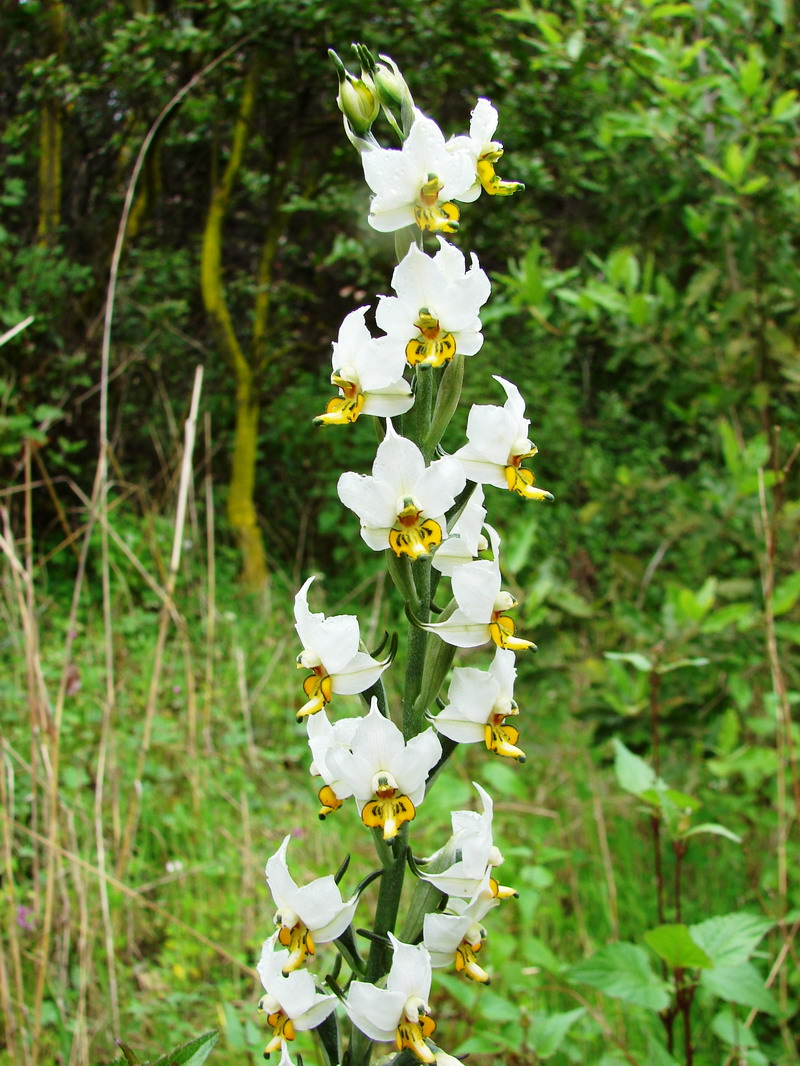